# .300 Remington Short Action Ultra Magnum
.300 Remington Short Action Ultra Magnum (також 300 RSAUM, 300 RSUM або 300 Rem SAUM) короткий набій магнум .30 калібру, який є вкороченим різновидом набою Remington 300 Ultra Mag, обидва походять від гільзи набою .404 Jeffery case. Набій Remington Short Ultra Mag з'явився на ринку незабаром після появи набою Winchester 300 WSM у 2001 році, унаслідок чого виріб Winchester отримав маркетингову перевагу, яка затьмарила пропозицію Remington.

## Продуктивність
Балістика набою 300 RSAUM схожа за балістикою на набої 300 Win Mag та 300 WSM. Різниця між WSM та RSAUM є незначною у всіх застосуваннях. Різниця в дуловій швидкості та енергії залежить більше від довжини дула, ніж від параметрів гільзи.

### Дулова швидкість
- 10,69 г (165 gr) суцільнометалева оболонкова куля (FMJ): 937 м/с
- 11,66 г (180 gr) FMJ: 902 м/с

## Порівняння
- Об'єм гільзи WSM був дещо більшим, мав дещо більшу швидкість.
- Набій WSM є більш популярним, а тому доступно більше даних для ручного заряджання.

| Набій              | Вага кулі | Дулова швидкість | Дулова енергія |
| ------------------ | --------- | ---------------- | -------------- |
| .30-06 Springfield | 200       | 2,569            | 2,932          |
| .300 RSAUM         | 200       | 2,790            | 3,458          |
| .300 WSM           | 200       | 2,822            | 3,538          |
| .300 Win Mag       | 200       | 2,877            | 3,677          |
| .300 H&H Magnum    | 200       | 2,913            | 3,769          |
| .300 Wby Mag       | 200       | 2,987            | 3,963          |
| .300 RUM           | 200       | 3,154            | 4,419          |